# Ulrich's Periodicals Directory
Ulrich's Periodicals Directory è un database bibliografico che fornisce informazioni su riviste scientifiche e divulgative, giornali e altri periodici.
La sua versione a stampa fu fondata da Carolyn Ulrich, capo della sezione periodici della New York Public Library, e viene pubblicata dal 1932. Il nome originale era Periodicals Directory: A Classified Guide to a Selected List of Current Periodicals Foreign and Domestic.
Viene ora pubblicata anche online come Ulrichsweb, che fornisce collegamenti web e Z39.50 ai cataloghi bibliografici. La versione online contiene oltre 300 000 periodici attivi.
La copertura è internazionale, con maggiore attenzione per le pubblicazioni in lingua inglese. L'informazione viene sottomessa direttamente dagli editori e verificata dalla redazione. Fra i metadati utilizzati, vi sono:
- ISSN
- titolo e titoli precedenti
- Editore
- Paese
- Stato	della rivista
- Anno di inizio
- Frequenza
- Lingua del testo
- Peer review
- Accesso aperto
- Tipo di periodico
- Tipo contenuto
- Descrizione

Fu inizialmente pubblicata da R.R. Bowker, ma nel 2006 poi venne trasferita a CSA, facente parte del Cambridge Information Group.
Dopo la fusione di CSA e ProQuest, Ulrich's venne trasferita ulteriormente sotto la ProQuest Serials Solutions.